# 東京都道160号下柚木八王子線

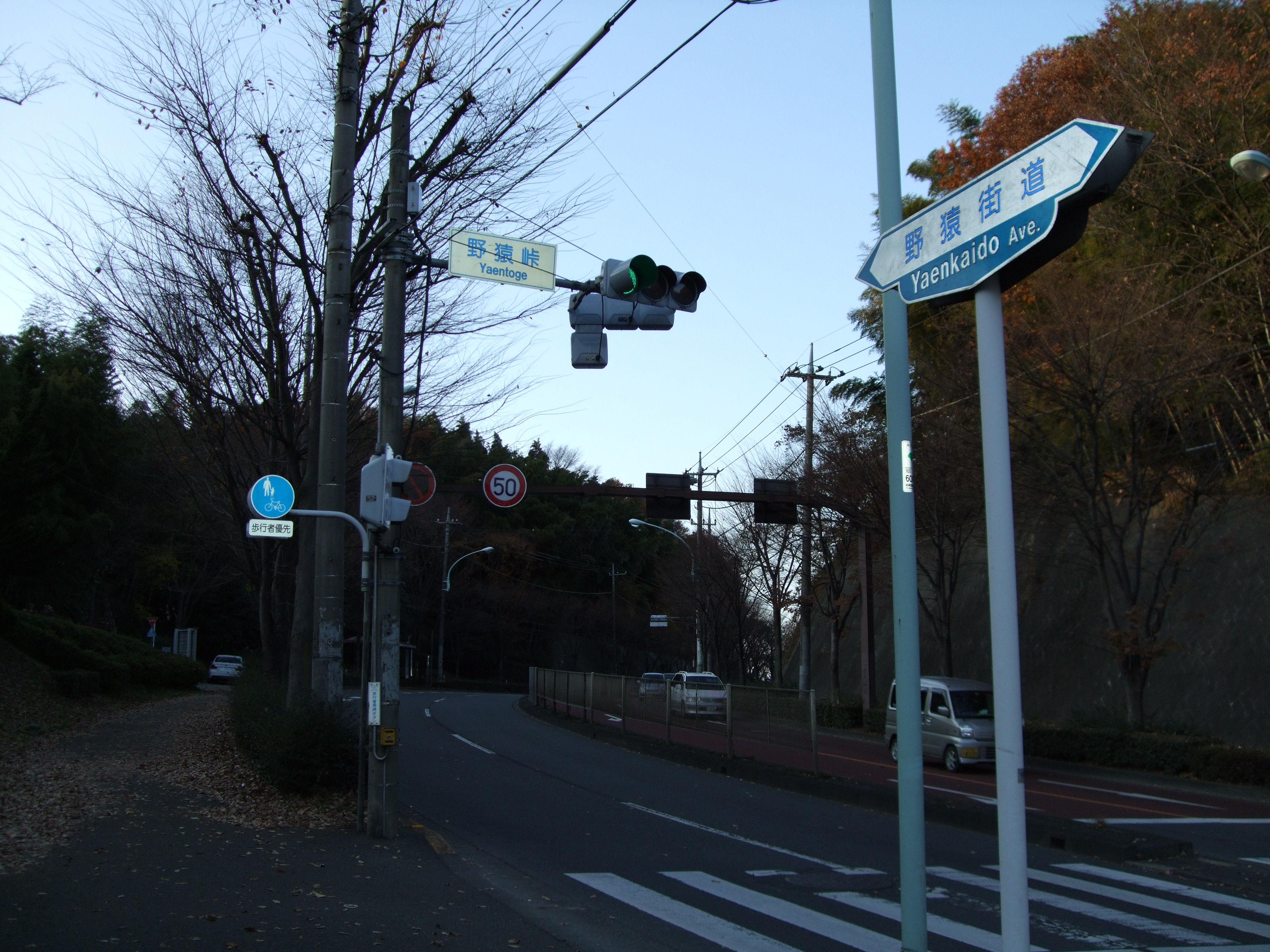
野猿峠付近の下柚木八王子線（八王子市）。下柚木方向から八王子市街方向を望む。2007年（平成19年）12月撮影

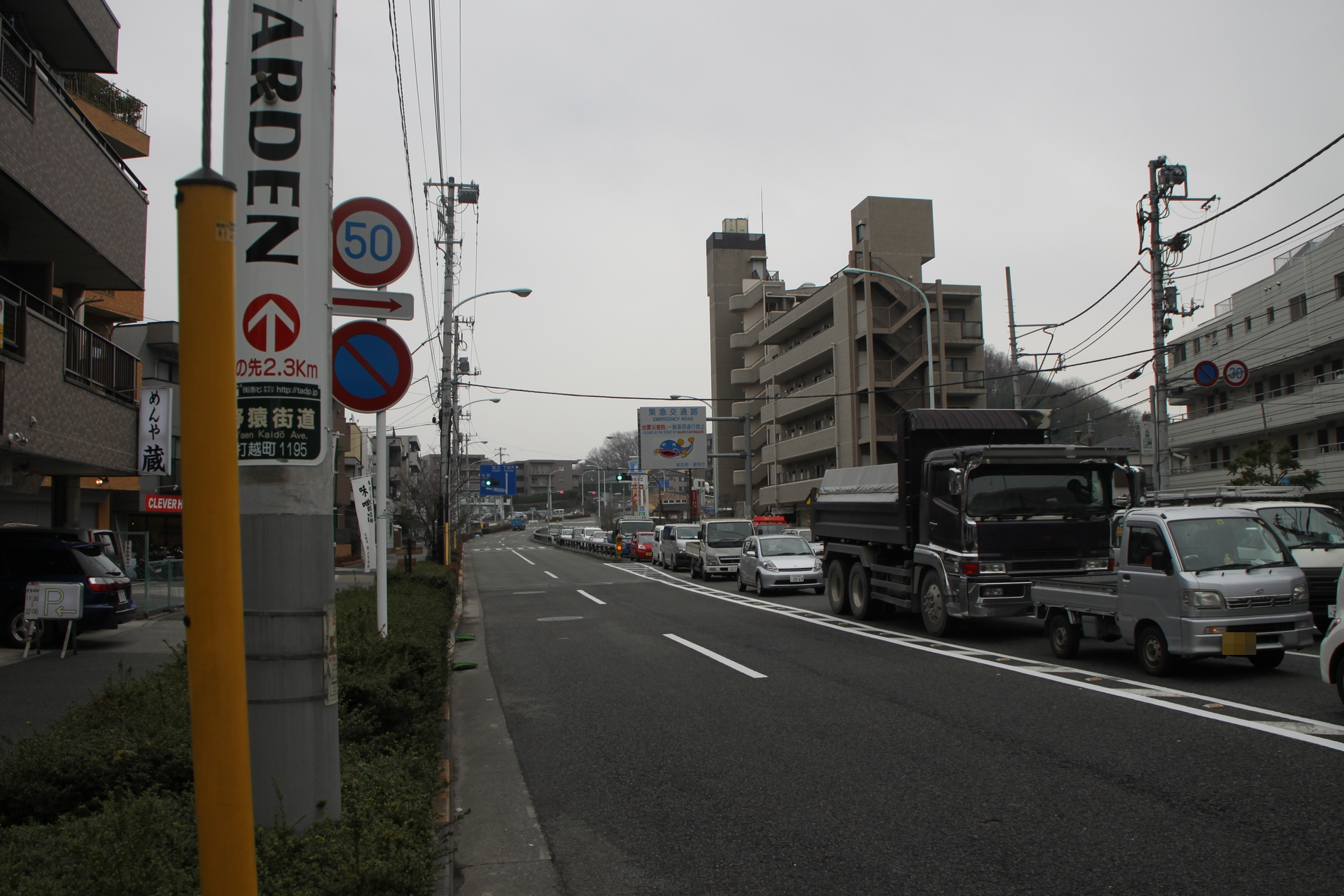
打越新道

東京都道160号下柚木八王子線（とうきょうとどう160ごう しもゆぎはちおうじせん）は、東京都八王子市下柚木から、同市北野町を経由して同市横山町の国道20号交点に至る道路である。通称「野猿街道」と呼ばれる道路の下柚木以西の部分である（下柚木以東の野猿街道は、東京都道20号府中相模原線の一部）。

## 概要

### 路線データ
- 陸上距離：5.748km（変更前）
- 起点：東京都八王子市下柚木（下柚木交差点 = 東京都道20号府中相模原線交点）
- 終点：東京都八王子市横山町（横山町郵便局前交差点）

### 通称
- 野猿街道[1]（八王子駅付近と打越新道を除く全線）
- 打越新道（打越町の新道区間）
- 八王子バイパス（国道16号（新道）重複区間）
- 南大通り（八王子駅南口付近 - 国道16号（現道）交点）
- 東京環状・八王子街道（国道16号（現道）重複区間）
- 甲州街道（国道20号（現道）・都道166号重複区間）

## 地理

### 交差する道路
| 交差する道路                                            | 交差する道路                                | 交差点名     | 所在地 | 所在地   |
| ------------------------------------------------------- | ------------------------------------------- | ------------ | ------ | -------- |
| 東京都道20号府中相模原線（柚木街道）                    | 東京都道20号府中相模原線（野猿街道）        | 下柚木       | 東京都 | 八王子市 |
| 野猿街道（八王子市道）                                  | -                                           | -            | 東京都 | 八王子市 |
| 打越新道区間                                            |                                             |              |        |          |
| -                                                       | 東京都道173号上館日野線（北野街道）         | -            | 東京都 | 八王子市 |
| 打越新道区間・都道173号重複区間                         |                                             |              |        |          |
| 国道16号（八王子バイパス）・野猿街道（八王子市道）      | 東京都道173号上館日野線（北野街道）         | 打越         | 東京都 | 八王子市 |
| 国道16号（新道）重複区間                                |                                             |              |        |          |
| 国道16号（八王子バイパス）                              | 八王子市道                                  | 北野町南     | 東京都 | 八王子市 |
| 八王子南バイパス（事業中）                              | 東京都道174号長沼北野線（八王子南バイパス） | 北野橋南     | 東京都 | 八王子市 |
| 野猿街道（八王子市道）                                  | 南大通り（八王子市道）                      | -            | 東京都 | 八王子市 |
| 南大通り区間                                            |                                             |              |        |          |
| 国道16号（東京環状）                                    | 南大通り（八王子市道）                      | -            | 東京都 | 八王子市 |
| 国道16号（現道）重複区間                                |                                             |              |        |          |
| 国道16号（東京環状）・国道20号（甲州街道）・都道166号線 | みずき通り（八王子市道）                    | -            | 東京都 | 八王子市 |
| 国道20号（現道）・都道166号重複区間                     |                                             |              |        |          |
| 八王子市道                                              | 野猿街道（八王子市道）                      | 横山郵便局前 | 東京都 | 八王子市 |
| 国道20号（甲州街道）・都道166号線                       |                                             |              |        |          |

### 重複区間
- 都道173号（北野街道） 東京都八王子市打越4丁目 - 同市打越町（打越交差点）
- 国道16号（八王子バイパス） 東京都八王子市打越町 - 同市北野町
- 国道16号（東京環状・八王子街道） 東京都八王子市万町(市立第三小学校交差点) - 同市八日町（八日町交差点）
- 国道20号（甲州街道）及び都道166号 東京都八王子市八日町(八日町交差点) - 同市横山町（終点: 横山町郵便局前交差点）

### 峠
- 野猿峠

### 周辺
- JR八王子駅
- 京王線北野駅
- 長沼公園
- 東京都水道局絹ケ丘給水所
- 八王子市立由木中学校